# Palisandr

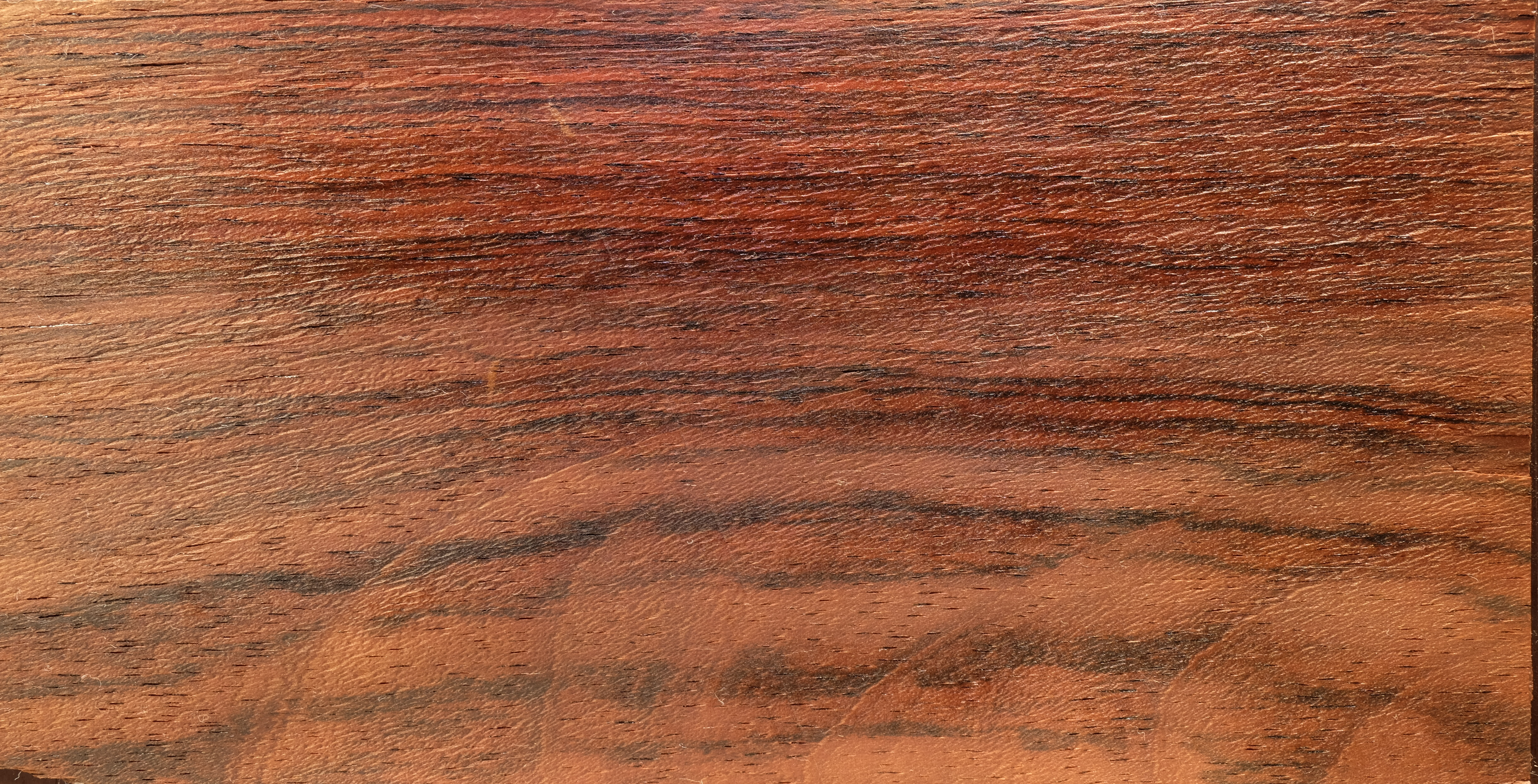
Povrch palisandru

Palisandr je druh exotického vzácného dřeva červeno-hnědé barvy, někdy s fialovými podtóny a černým rýhováním. Vyniká tvrdostí, trvanlivostí a akustickými vlastnostmi.

## Původ
Palisandrové dřevo pochází z několika druhů tropického stromu dalbergie (Dalbergia). Pravý palisandr roste ve Střední a Jižní Americe (Panama, Bolívie, Guatemala, atd.).
- Dalbergia nigra (Rio) má hustotu 900 kg/m3. Tento brazilský druh má nejkvalitnější dřevo vhodné k výrobě hudebních nástrojů. Výborným způsobem drží vyšší harmonické frekvence, proto se používá k výrobě těch nejluxusnějších hudebních nástrojů. Barva je hnědo oranžová.
- Dalbergia latifolia je východoindický druh, který má menší hustotu dřeva – 830 kg/m3 a jiné zvukové vlastnosti. Jeho dřevo je tmavší a má hluboké a jemné basové tóny s výtečnými výškami. Hodí se proto pro výrobu všech druhů hudebních nástrojů. Barvu má fialovo hnědou.
- Dalbergia baronii je druh africký, z Madagaskaru. Hustota dřeva je 510 kg/m3, má velice podobnou barvu jako Rio a používá se jako jeho plnohodnotná náhrada i po zvukové stránce. Barvu má krvavě červenou s hnědým žilkováním.

## Využití
- na akustické hudební nástroje
- v řezbářství na sošky, šachové figurky apod.
- v truhlářství – k obkladům nábytku, na desky stolů, k výrobě truhliček – šperkovnic; v minulosti k výrobě rakví výjimečných osobností